# إسكندر السادس
إسكندر السادس وُلِد باسم رودريغو لانثول دي بورخا وبالبلنسية روديريك يانسول دي بورجا (شاطبة، 1 يناير 1431 - روما، 18 أغسطس 1503) البابا الرابع عشر بعد المئتين للكنيسة الكاثوليكية من سنة 1492 حتى مماته (1503).
مات البابا إنوسنتيوس الثامن في 25 يوليو 1492، وكان رجلاً جشعاً دنيوياً أبٌ لعدة أبناء وكان فخوراً بهم، مارس المحسوبية والسيمونية، مسيئاً إدارة اقتصاد الكنيسة المتداعي أصلاً.
وقبل ثلاثة أشهر كان لورينزو دي ميديتشي قد توفي أيضاً، ففقدت إيطاليا شخصيةً سياسيةً هامةً ومرجعاً أساسياً في التوازن السياسي بين الدول الإيطالية غداة التوقيع على صلح لودي.
ويكتمل السياق التاريخي بحروب استرداد شبه الجزيرة الإيبيرية على يد الملكين فرناندو الثاني ملك أراغون وإيزابيلا الأولى ملكة قشتالة، في حين تبقى على اكتشاف أمريكا (12 أكتوبر) ثلاثة أشهر وإن كان بشكل منفرد وإلى حد ما غامض يوجد نقش على قبر سلفه يذكر بأن اكتشاف العالم الجديد قد حدث في ظل بابوية إنوسنتيوس الثامن.
ولكن الزمن لم يحن بعد لتوقع بابا يختلف كثيراً عن سلفه. كانت بداية بابويته واعدةً والحق يقال، فقد أعاد النظام إلى روما وحاول توحيد القوى المسيحية ضد الخطر العثماني، إلا أنه سرعان ماتلطخ هو الآخر بالمحسوبية وبالكثير من الفساد الأخلاقي.
كان رودريغو بورجيا الكاهن الإسباني المولد ابن أخ أحد الباباوات قد عُين كاردينالاً سنة 1476، ثم انُتخب بابا سنة 1492، ويُزعم أن أيامه تميزت بالفساد وبالأعمال السيئة التي مارسها بعض أفراد أسرته أمثال سيزاري بارونيو ولوكريشا، ولكنه مع ذلك قدّم مساهمات هامة إلى أوروبا ذلك الزمان.
عام 1493 وعقب اكتشاف كولومبوس جزر الهند الغربية أقرَّ خطاً فاصلاً في العالم الجديد مخصصاً قسماً منه لإسبانيا، والقسم الآخر للبرتغال، وحطّم نفوذ عدد كبير من الأسر الإيطالية التي أحتكرت لسنواتٍ الكثير من المناصب الرفيعة، مثل أورسيني، وكولونا، وسفورزا، وشمل برعايته فناني عصر النهضة أمثال مايكل أنجلو ورفائيل.

## الانتخاب
في عام 1492 توفي البابا إنوسنتيوس الثامن، ثم اجتمع 23 كردينالاً فقط في 6 أغسطس 1492 في كونكلافي بكنيسة بناها البابا سيكستوس الرابع قبل سنوات قليلة وتعرض بها روائع رسوم بوتيتشيلي وبينتوريكيو وغيرلاندايو.
في ليلة الحادي عشر من أغسطس، أراد الجمع المقدس أن يرفع الكاردينال رودريغو بورجا البلنسي للكرسي البابوي. تم تتويجه في كنيسة القديس في 26 أغسطس تحت اسم إسكندر السادس. وكان يبلغ الحادية والستين من العمر.

## متقطتفات من سيرته

البابا إسكندر السادس (بريشة بينتوريكيو)

ابن شقيقة البابا كاليستوس الثالث (اسمه ألفونسو دي بورخا) انتقل رودريغو من مسقط رأسه في قطلونية إلى إيطاليا وهو لا يزال صغيراً جداً، رباه غاسباري دا فيرونا، ثم درس القانون في بولونيا.
من خاله شقيق والدته إيزابيلا الذي انتخب سنة 1455 على كرسي بطرس تحصل على اللباس الكاردينالي بعمر 25 عاماً فقط وأراد طلينَت اسمه إلى بورجا، كما سبق أن فعل خاله البابا، شغل منصب نائب رئيس الكنيسة الرومانية.
كان رودريغو بورجا رجلاً فاجرًا وفاسقًا غير نادم، كما تصرف على هذا النحو طوال حياته: كعلماني وككاردينال وكبابا أكثر من ذلك، دون أدنى اهتمام بإخفاء سلوكه الحياتي المشين عن الآخرين.
نثرت دروبه في الأرض العديد من الأبناء، وبطبيعة الحال كلهم غير شرعيين. ومن علاقة مقامة مع جوفانا كاتاني والمسماة فانوتسا وُلد أربعة أبناء وثلاثة أخرى ن ولدوا من امرأة مجهولة. وخلال فترة بابويته وُلد له طفلان آخران، من عشيقته الرسمية كانت جوليا فارنيزي زوجة أورسينو أورسيني.
يجمع التأريخ الحديث الآن على الاعتقاد بأن السلوك الحياتي المشين لرودريغو بورجا، اتسم بشبق مُفرط وبسعي مستمر للمتعة الجسدية، لا بد وأن يرجع إلى وجود حالة مرضية نفسية.
لئن كان انتخاب سلفه شيبو، ملطخاً بالتأكيد بمفاوضات سيمونية بإشراف الكاردينال جوليانو ديلا روفيري والكاردينال بورجا نفسه، فإن انتخاب بورجا كان كذلك، لدرجة أنه بمجرد انتخابه، سارع باتخاذ إجراءات فورية لاحترام الالتزامات التي تم التعهد بها خلال الكونكلافي.
كان مؤيده الرئيسي هو الكاردينال أسكانيو سفورزا الممتن لتعيينه نائباً لرئيس الكنيسة، ومنحه قصر عائلة بورجا. بينما منحت عائلة كولونا مدينة سوبياكو والقلاع القريبة. وتلقى الكاردينال أورسيني ممتلكات سوريانو نل شيمينو وبونتيتشيلي، في حين وُهب سافيلي الكاردينال تشيفيتا كاستيلانا.
في بداية توليه البابوية نفذ بورجا تغييرات هامة في روما الفوضوية آنذاك. استعاد النظام في المدينة الخالدة والتي سقطت في فوضى كاملة خلال فترة فراغ المنصب البابوي وتبنى تدابير هامة في السياسة الاقتصادية لإصلاح المالية العامة. وكان يبدو أن بابوية لائقة مؤكدة قد بدأت وربما أيضاً يقودها تنشيط روحاني، من خلال الوعد بالتخلي عن ذلك السلوك المتحرر الذي ميز وجوده حتى تلك اللحظة.

## تشيزري ولوكريسيا
من بين العديد من الأبناءه الذين خلفهم على مدى سنوات، استولى اثنان خصوصاً على قلبه واهتمامه، وسكب عليهما طيلة حياته مشاعر عميقة، فضلاً عن نهر من الثروات: تشيزري ولوكريسيا.
تشيزري، ابن فانوتسا كاتاني، تم تعيينه موظفاً رسولياً بعمر الست سنوات من قبل البابا سيكستوس الرابع. بينما عينه البابا إينوسنتيوس الثامن مطران بامبلونا ووالده سماه أسقفاً لفالنسيا، مانحاً إياه اللباس الكاردينالي في عام 1493 وعمره فقط 25 عاماً (19 عاماً عندما انتخب أسقفاً). بعد خمس سنوات خلع اللباس الكاردينالي وتزوج من ابنة عم شارل الثامن ملك فرنسا الذي عينه دوق فالنتينوا (من هنا جاء لقب «فالنتينو») وكرّس نفسه حصرياً للأنشطة العسكرية التي قادته إلى فتح مناطق شاسعة. وهكذا كان. تمكن تشيزري بمكر وحصافة نادرتان من الاستيلاء على العديد من الأراضي الأدرياتية، فأوجد شرقاً منفذاً هاماً للكنيسة. سببت وفاة والده تراجعاً ملحوظاً لنصيب تشيزري العسكري، والذي توفي بدوره بعد ذلك بوقت قصير.
لوكريسيا هي أيضاً ابنة فانوتسا كاتاني مرت تاريخياً كشخصية مثيرة لكثير من الجدل، امرأة فاجرة، هكذا كان يُعتقد على الأقل حتى سنوات مضت، اليوم من المُقتَنَع بأن لوكريسيا كانت امرأة عاثرة الحظ وفي الوقت نفسه ذات نفوذ، المعلومات حول علاقتها مع أفراد أسرتها غير مؤكدة ويرى معظم مؤرخي اليوم أنها قد شابها افتراء الأعداء أكثر من كونها حقيقة. تم التعاقد على زواجها الأول في سن الثالثة عشرة عام 1493 من جوفاني سفورزا كونت بيزارو. بعد مرور بضع سنوات أُعلِن بطلان زواجها لعدم تمامه. في سن الثامنة عشرة تزوجت أمير بيشيلي ألفونسو، ابن غير الشرعي لألفونسو الثاني ملك نابولي. لكن ألفونسو اغتيل في أغسطس عام 1500 بأمر من تشيزري. في 30 ديسمبر من سنة 1501 زُفَت لوكريسيا في زواجها الثالث من ألفونسو الثالث ديستي وانتقلت إلى فيرارا، حيث عاشت حتى وفاتها سنة 1519 عن 39 سنة فقط بسبب إنتان الدم بعد أن أعطت زوجها أربعة أبناء. (إركولي، إيبوليتو، فرانشيسكو، إليونورا).

## شارل الثامن

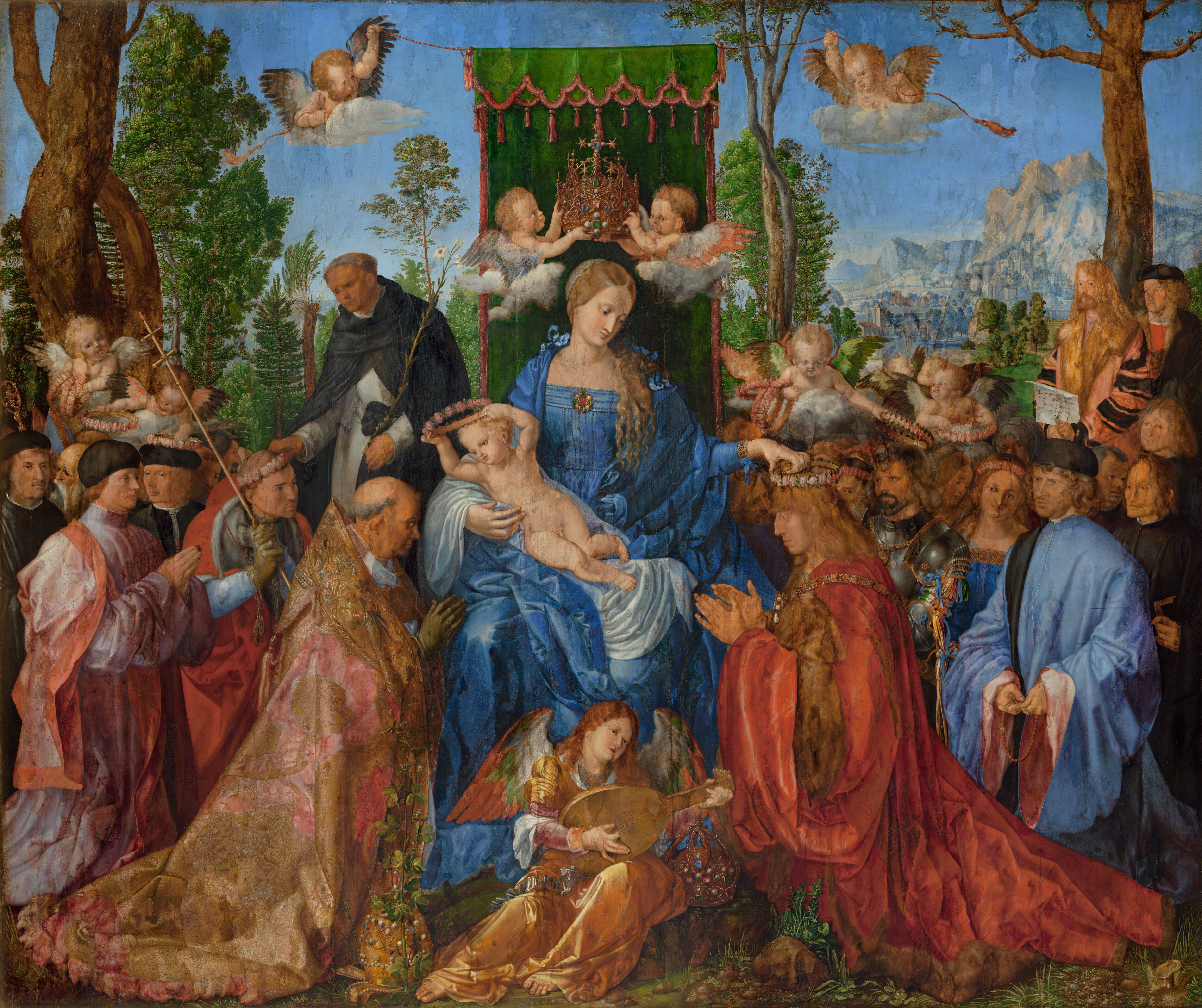
عيد المسبحة، بريشة ألبرشت دورر. عند أرجل العرش على اليمين صوّر الفنان الإمبراطور ماكسيمليان الأول هو يتوج بينما صوّر على اليسار إسكندر السادس

أول عمل سياسي على إسكندر السادس أن يواجهه كان شارل الثامن فالوا ملك فرنسا، وقابله في سنة 1493. كان شارل الثامن قد تحصل من خلال إبرامه سلسلة من المعاهدات مع هنري السابع ملك إنكلترا وفرناندو وإيزابيلا ملكي إسبانيا والإمبراطور ماكسيمليان الأول هابسبورغ على دعم قوي لاستعادة مملكة نابولي، التي كانت إرثاً أنجوياً ولكنها في يد الأراغونيين.
لم يوافق البابا إسكندر على أطماع شارل الثامن في مملكة نابولي، ويرجع ذلك أساساً لأن لودوفيكو سفورزا دوق ميلانو كان متحالفاً مع الملك الفرنسي. فلو تمت استعادة نابولي من جانب شارل الثامن، فإن ذلك من شأنه أن يضع الدولة البابوية داخل ملزمة الفرنسيين، الأمر الذي سيجعلها تعاني هيمنة لا مفر منها.
لتجنب هذا الأمر غير المحمود، سارع البابا إسكندر لعقد تحالف مع أراغونيي نابولي صادق عليه أيضاً من خلال زواج ابنه غوفريدو من ساشا ابنة ألفونسو الثاني ملك نابولي.
رد شارل الثامن على هذه المبادرات من البابا بنزوله إلى إيطاليا على رأس جيشه. شعر الملك ألفونسو بالخطر على حياته، فقدّم تاج نابولي لابنه فرديناندو الثاني ولجأ إلى صقلية. والبابا نفسه وجد صعوبات جمة داخل دولته بسبب التمرد الذي شنته عائلة كولونا النبيلة الرومانية والعديد من الأسر النبيلة، ولم يبد ذلك بعيداً عن أيادي الكاردينال ديلا روفيري.
في 31 ديسمبر 1494، دخل شارل الثامن روما ولم يجد أية مقاومة، وكان البابا متحصناً في قلعة سانتانجلو. بعد أن أدرك أن موقف فالوا كان هو الغالب، قرر إسكندر السادس التصالح مع الملك الفرنسي، وعرض عليه مروراً حراً للجيش الفرنسي من الأراضي البابوية ومقدماً ابنه تشيزري ليكون دليلاً حتى الحدود مع مملكة نابولي، مقابل قيام الملك بأداء يمين الطاعة للبابا، وهو ما حدث في اجتماع عام. بعد ذلك دخل الملك الفرنسي نابولي دون قتال في 22 فبراير 1495.
ولكن السهولة التي تمكن بها شارل الثامن من الاستيلاء على نابولي بدأت تخيف سائر ملوك أوروبا، فشكلوا تحالفاً جديدا معادياً للفرنسيين وهو الرابطة المقدسة ضمت البابا وإسبانيا والامبرطور ماكسيمليان الأول هابسبورغ وميلانو نفسها والبندقية. وعندما نزل الأسبان على شواطئ كالابريا، أدرك شارل الثامن على الفور أن الرياح بدأت تسير ضده ولا قِبل له بمواجهة قوى التحالف، فسارع إلى أخذ طريق العودة عبر شبه الجزيرة الإيطالية.
لكن قوات التحالف تحت قيادة فرانشيسكو الثاني غونزاغا لحقت به، وتفوقت على الجيش الفرنسي في معركة دموية درات رحاها في فورنوفو دي تارو قرب بارما في 6 يوليو عام 1495. تمكن شارل الثامن على الرغم من الهزيمة من عبور جبال الألب ولجأ في فرنسا. فتمكن فرديناند الثاني من العودة إلى عرش نابولي.

## لويس الثاني عشر

Desiderando nui, 1499

توفي شارل الثامن في سنة 1498 دون ورثة، وصعد لويس الثاني عشر أورليان عرش فرنسا. وكان أحد أوائل أعمال الملك الجديد هو إقصاء لودوفيكو سفورزا من ميلانو، زاعماً بأنه الوريث الشرعي للدوقية بموجب وصية آل فيسكونتي الشهيرة بأن تُسنَد الدوقية إلى ورثة فالنتينا فيسكونتي في حالة انقراض السلالة. وبما أن سلالة فيسكونتي كانت قد انقرضت، طالب لويس الثاني عشر بالميراث لأن فالنتينا هي جدته من أبيه. ورأي البابا في هذا العمل فرصة كبيرة لابنه تشيزري فسارع لإبرام تحالف مع الملك الفرنسي الجديد. وفسّر الملك لويس هذا التحالف على أنه مفتاح لشيء مختلف تماماً، وهو تأمين مرور فرنسا نحو استعادة مملكة نابولي، ميراث أسلافه الأنجويين.
وتوطيداً للعلاقات الطيبة الجديدة بين فرنسا والبابا، زوّج لويس الثاني عشر الأميرة شارلوت ألبير شقيقة ملك نافارا من تشيزري بورجا، وسَلّمَه دوقية فالنتينوا، امْتَنّ تشيزري لأن ذلك سيمكنه من استعادة اسم فالنتينو الذي كان يُعرف به عندما كان رئيس أساقفة فالنسيا، ووعده بدعمه في غزو جزء من منطقة رومانيا التي يطمع بها تشيزري الجامح.
أثمر هذا التحالف تأثيرات فورية. فأطلق لويس الثاني عشر حملة على إيطاليا واستولى مباشرة على ميلانو بمساعدة السويسريين أيضاً الذين كانوا يمتلكون آنذلك أكثر الجيوش الأوروبية تنظيماً وتجهيزاً. وقد تحصل هؤلاء نظير هذه المساعدة المقدمة إلى الفرنسيين خصوصاً في معركة نوفارا المظفرة عام 1500 بموجب معاهدة أرونا سنة 1503 على بيلينزونا وعلى كانتون تيتشينو بأكمله.

## سافونارولا
كان البابا بورجا مسؤولاً أخلاقياً أيضاً عن موت الراهب الدومينيكي جيرولامو سافونارولا، الذي حكم عليه بالإعدام حرقاً بتهمة الهرطقة في سنة 1498 ونفذ الحكم في أيار / مايو من ذلك العام في ساحة ديلا سنيوريّا في فلورنسا ونثر رماد جثه في نهر أرنو رفقة آخرين من أتباعه. من المؤكد أن سافونارولا كان ضحية عظاته وظروف سياسية أكبر من رجل كان من أجل «حب الرب» شخصية مثيرة جداً للجدل وليست دائماً إيجابية في الحياة الفلورنسية.

## فالنتينو وفتوحات آل بورجا

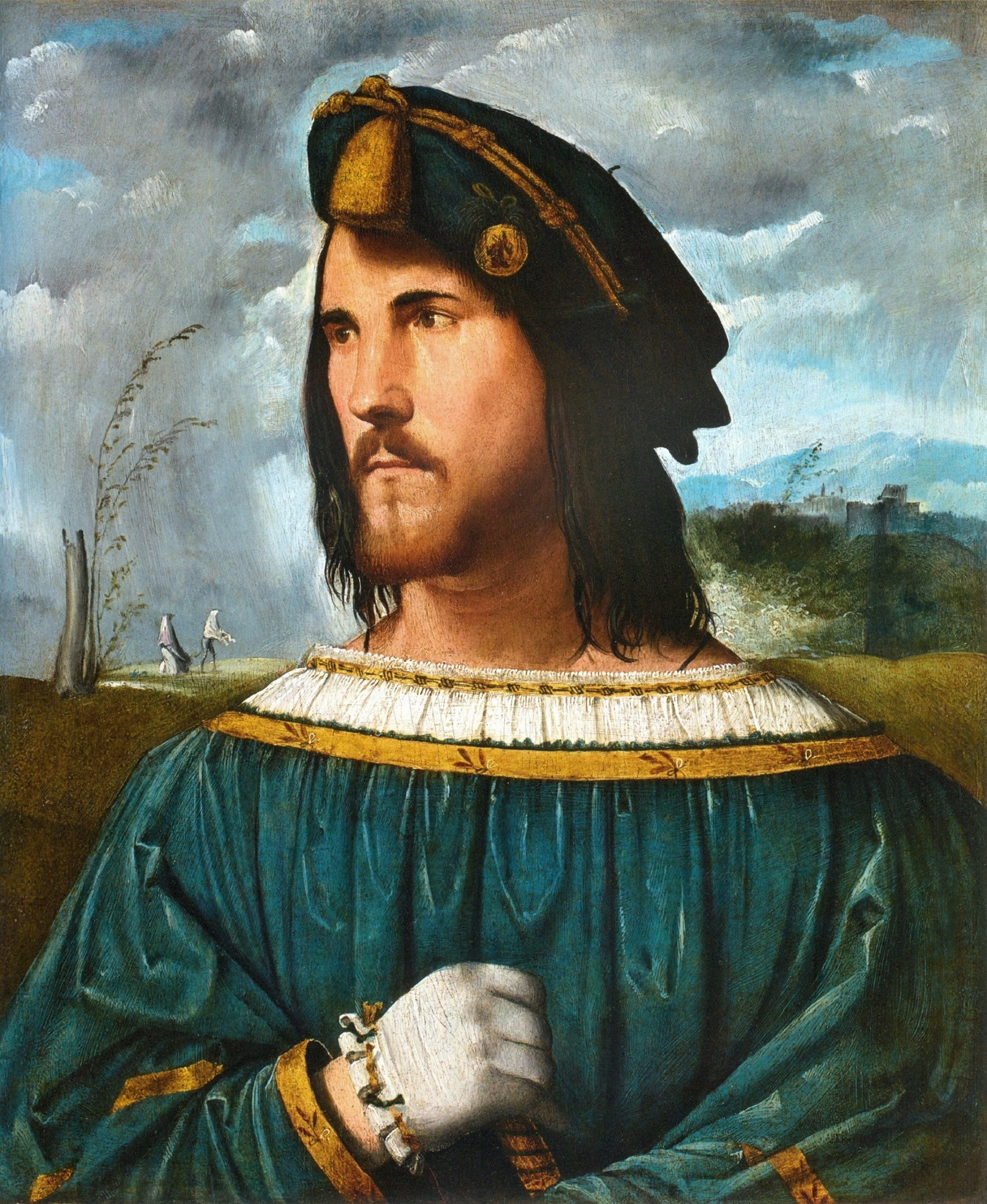
رسمة مزعومة لتشيزري بورجا, الدوق فالنتينو. من أعمال ألتوبيلو ميلوني.

بين عامي 1500 إلى 1503، تشيزري بورجا الذي بات الجميع الآن يدعونه فالنتينو لكونه دوق فالنتينوا أطلق العنان لجحافله على منطقة رومانيا لغزو تلك الأراضي التي يطمع بها وبموجب هذا الوعد الذي قطعه له ملك فرنسا بمناسبة زفافه على الأميرة شارلوت.
ولئن أمّن له الملك الدعم السياسي، كان فالنتينو بحاجة ماسة لجمع أموال كثيرة لتدعيم جيشه. فقدّم والده المساعدة من خلال عملية السيمونية المعتادة. فقد باع البابا إسكندر اثنتي عشرة صفة كاردينال. كان الثمن المدفوع نظير ذلك عالياً جداً ويكفي لبدء عملية الابن العسكرية.
بمنتهى الجرأة والشجاعة استولى بورجا الشاب على التوالي أولاً على بيزارو وتشيزينا وريميني وبعد ذلك فاينسا وأوربينو وسينيغاليا. في 12 يناير 1500 استسلمت فورلي عاصمة رومانيا والتي حكمتها منذ عام 1488 كاتيرينا سفورزا أم جوفاني دالي باندي نيري التي أذعنت وسلمت حصن رافالدينو. بعد ذلك تَوّجَهُ «البابا الأب» دوقاً لرومانيا. في تلك اللحظة فقدت دولة الكنيسة جزءاً كبيراً من أراضيها التي آلَت إلى أيادي عائلة بورجا الجشعة.
كان الهدف الأخير لآل بورجا هو تحويل الدولة البابوية إلى دولة ذات قيادة علمانية تخضع لنفوذهم، مزيحين سلطة رجال الدين الشرعية ومبتدئين حكماً سُلالياً، وبعبارة أخرى أرادت آل بورجا عَلْمَنَت دولة الكنيسة.
لتحقيق تلك الغاية كان من الضروري إزالة جميع العقبات المتمثلة بالأسر القوية المكونة للنبالة الرومانية، فصودرت ممتلكات آل سافيلي وآل كايتاني وآل كولونا، ووُزعَت بين أفراد أسرة بورجا: جوفاني ابن البابا نفسه ويبلغ من العمر عامين فقط أصبح دوق نيبي، بينما أصبح روديريكو بن لوكريسيا البالغ من العمر عامين دوق سرمونيتا. احتل تشيزري نفسه دوقية أوربينو. وأخيرا هوجمت عائلة أورسيني بتصفية الكاردينال جوفان باتيستا جسدياً، وصدور فرمان ضد جميع أفراد العائلة الآخرين.
خطط آل بورجا للاستيلاء على توسكانا، لتحقيق ذلك كان من الضروري الحصول على موارد جديدة أمّنها إسكندر السادس، من خلال بيع عدد من التعيينات الكنسية رفيعة المستوى، ورتبة الكاردينال. فأدت هذه الأفعال اللامبالية إلى ظهور مناخ من الرعب داخل الدولة البابوية.

## موت البابا

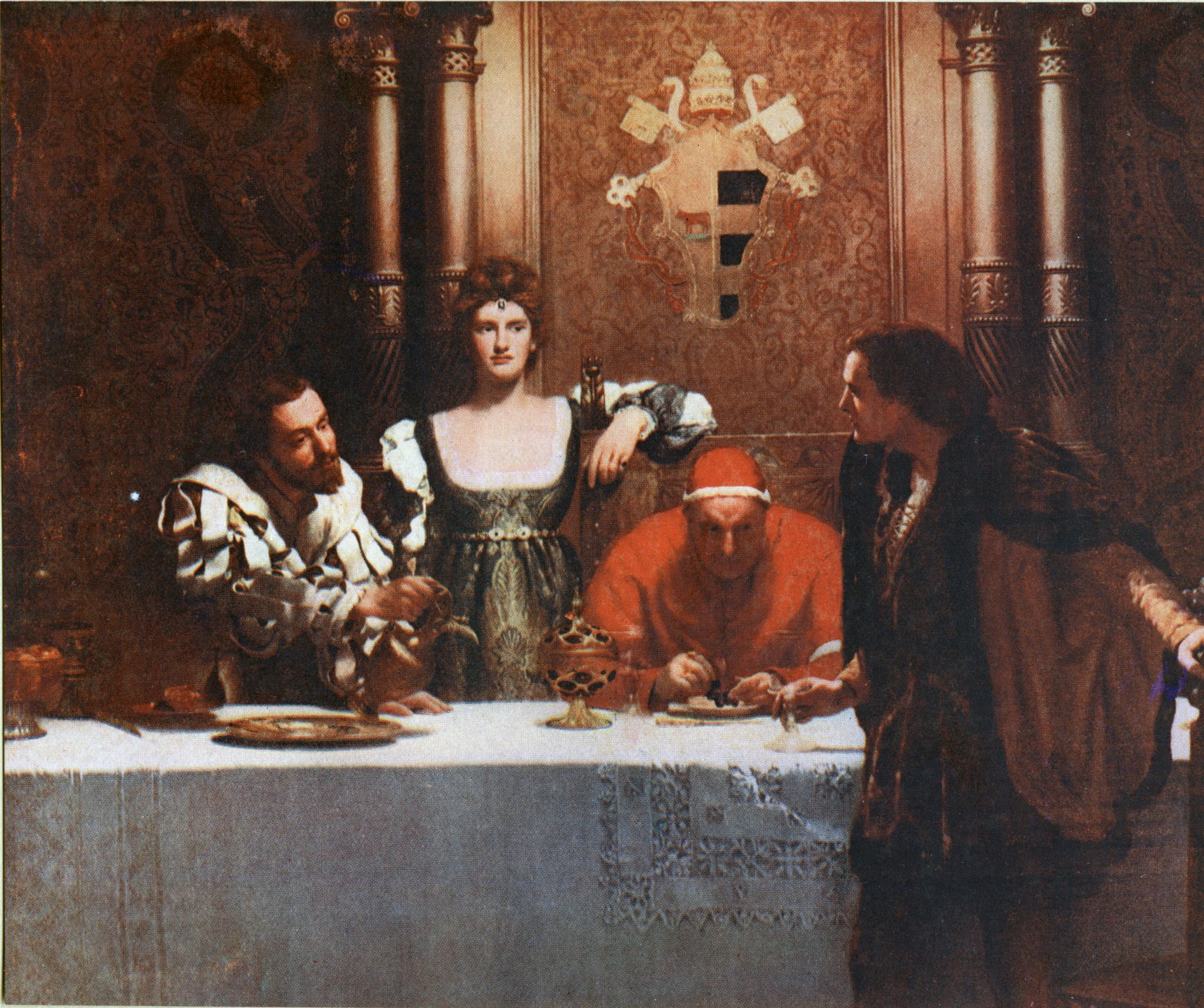
كأس نبيذ مع تشيزري بورجا، يظهر في اللوحة البابا إسكندر السادس محاط بإبنائه تشيزري وجيوفاني ولوكريسيا بورجيا.

لطالما نوقشت كثيراً، ولاتزال تناقش ظروف وكيفية وفاة البابا إسكندر السادس. لكن رسمياً، كانت الملاريا هي التي وضعت حداً لحياة بورجا. إلا أن هناك رواية أخرى تزعم أن وفاة البابا قد حدث بسبب التسمم، ولكن عن طريق الخطأ. يُقال أنه خلال اجتماع ولائمي في منزل الكاردينال أدريانو كاستليزي في كورنيتو تم وضع السم في النبيذ المتوجه إلى الكاردينال، ولكن شرب البابا خطأً هذا النبيذ، وتناول منه تشيزري أيضاً بعد خلطه بالماء، فأصيب بحالة مرضية خطيرة ولكنه لم يمت. لكن الأنباء آنذاك تشير أنه في وقت مغادرة البابا حتى الكاردينال كاستليزي وأشخاص آخرين من خدمه قد أصيبوا بنفس الأعراض، معطية رأياً بوجود تسمم غذائي، ربما غير مقصود.
أشارت بعض المصادر إلى أن جثة البابا كانت منتفخة للغاية واللسان بنفسجي وهي أعراض تسمم قوي. لكن جون كيلي، عميد سانت إدموند هول في أكسفورد، يقول أنه لا يوجد أسس تاريخية للتفكير بجريمة قتل. سببت وفاة البابا إسكندر انهيار جميع خطط فالنتينو في الغزو. فقد اضمحلت جميع مصادر التمويل، مما يجعل من المستحيل على تشيزري بورجا الحفاظ على جيشه. فدخل الابن المفضل لدى البابا بورجا مرحلة انحطاط محزنة. تمكن من البقاء على قيد الحياة وإن كان بطريقة محظوظة نوعاً ما في عهدي بابوية بيوس الثالث ويوليوس الثاني. بعد ذلك، أسره الجنرال غونزالو فرناندز دي كوردوبا واقتيد سجيناً إلى إسبانيا، حيث مات سنة 1507 محاولاً الدفاع عن نفسه ضد قتلة مأجورين بعد أن فر من السجن. كان بعمر يقارب 32 عاماً.
تعرضت جثة إسكندر السادس لعدة مراحل. وضعت أولاً دون أية مراسم تشييع جنائزية في كنيسة القديس بطرس، بالحيلة تقريباً نتيجة للاضطرابات التي اندلعت غداة وفاته. ولاحقا في وُري في أرض الفاتيكان. بعد فترة طويلة نقلت المومياء من جديد ودفنت في كنيسة سانتا ماريا دي مونسيراتو، كنيسة الأسبان في روما، حيث ظلت منسية طوال قرون، حتى تظيمها النهائية في نهاية القرن التاسع عشر.

## الخلاصة
يقول جرفازو «كان عديم الوازع، عديم الإيمان، دون الأخلاق» دلالات لا تتفق مع البابوية، ولكنها لا تمنعه من أن يكون سياسياً وملكاً من مستوى عالٍ جداً، وإن كان هذا لا يبرر في أي حال سلوكه الفاجر والفاسق.
واحدة من قلة من الملاحظات الإيجابية التي يمكن الإشارة إليها عن بابويته رعايته للفنون: مثلاً في فترة بابويته الكاردينال جان بليري دي لاغراولا السفير شارل الثامن لدى الكرسي الرسولي، كلف بنحت تمثال بييتا الشهير لمايكل أنجلو. بينما كُلِف بينتوريكيو بشقق بورجا في القصور الفاتيكان، الذي قدم دورات جدارية رائعة ذات طراز نهضوي بحت، على غرار (وجوده اليوم بقسم الفن الحديث لمتاحف الفاتيكان).
من بين قلة من مؤيديه بعد موته، نجد فيرارا وفوزيرو حتى أنهما سميّاه «الكاهن الطيب»، ولكن ذلك يبدو شهادة مجانية لا أساس لها. ترك باسكوينو في الحكمة الشعبية الرومانية ربما ما كان يجب نقشه على الضريح:

## معرض صور

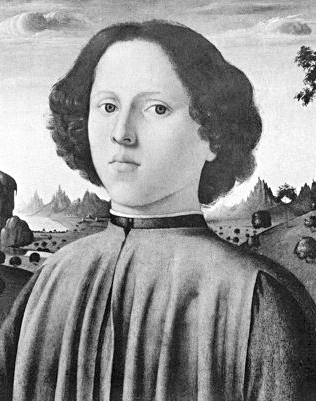
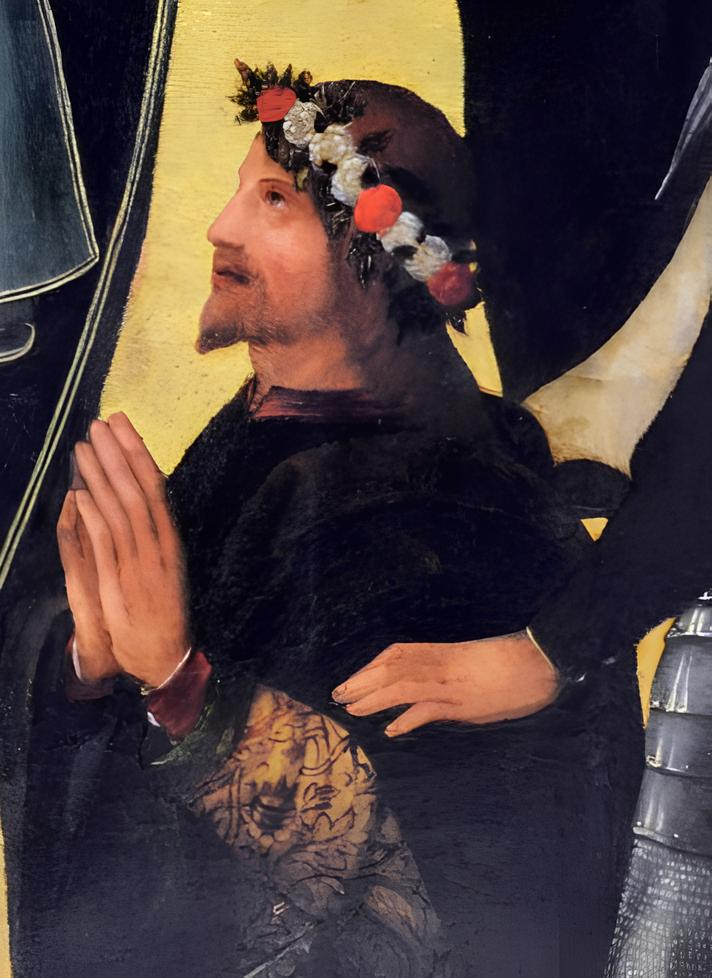
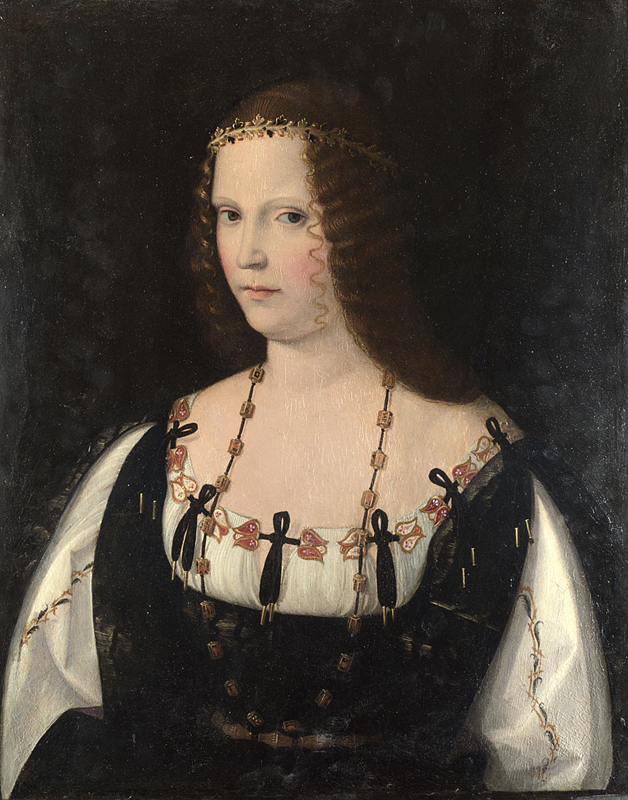

## وصلات خارجية
- إسكندر السادس على موقع الموسوعة البريطانية (الإنجليزية)
- إسكندر السادس على موقع إن إن دي بي (الإنجليزية)